# Francesco Cossiga
Francesco Cossiga (26. července 1928 Sassari – 17. srpna 2010 Řím) byl italský křesťanskodemoktatický politik, představitel strany Democrazia Cristiana, která existovala v letech 1943–1994. Byl premiérem Itálie v letech 1979–1980, prezidentem Itálie v letech 1985–1992, prezidentem italského Senátu v letech 1983–1985, ministrem vnitra v letech 1976–1978 a ministrem bez portfeje v letech 1974–1976. Byl profesorem ústavního práva na univerzitě v Sassari na rodné Sardinii. Byl bratrancem komunistického politika Enrico Berlinguera.
Na funkci ministra vnitra rezignoval poté, co byl nalezen mrtvý premiér Aldo Moro, jehož unesly Rudé brigády. Jako ministr vnitra byl kritizován také za zásah policie proti studentské demonstraci v Římě roku 1977, při níž byla zabita studentka Giorgiana Masiová. Mnohokrát byl rovněž kritizován za podporu kontroverzního soudce nejvyššího soudu Corrado Carnevaleho, který zrušil řadu rozsudků postihujících mafii. V prezidentské funkci se dostal do závažného střetu s představiteli své vlastní strany křesťanské demokracie, kteří začali dokonce zpochybňovat jeho duševní zdraví. Po odhalení existence tajné organizace Gladio, jíž měl být Cossiga členem, se Partito Democratico della Sinistra (nástupce komunistické strany) pokusila odvolat prezidenta z funkce. Impeachment byl však neúspěšný. Později Cossiga proslul svými kontroverzními názory a přilnutím ke konspiračním teoriím. V roce 2007 v rozhovoru pro deník Corriere della Sera uvedl, že teroristické útoky z 11. září 2001 provedla CIA a Mossad. Ve stejném rozhovoru uvedl, že videonahrávka, v níž Usáma bin Ládin hrozí Silviu Berlusconimu, byla vyrobena v Berlusconiho televizních studiích za účelem zvýšení Berlusconiho popularity.